# Alexandre Hammer
Alexandre Hammer (* 26. Mai 1996) ist ein französischer Badmintonspieler. 

## Karriere
Alexandre Hammer siegte 2014 bei den Bulgaria Open im Mixed mit Joanna Chaube. Im gleichen Jahr nahm er auch an den Badminton-Juniorenweltmeisterschaften teil. 2014 siegte er ebenfalls bei den Bulgarian Juniors.